# Adelaide Kane
Adelaide Kane (Claremont, 9 augustus 1990) is een Australische actrice.
Ze is onder meer bekend door rollen als Lolly Allen in de Australische soap Neighbours, Mary, Queen of Scots in de televisieserie Reign, Drizella/Ivy Belfrey in het zevende seizoen van de serie Once Upon a Time en Cora Hale in de televisieseries Teen Wolf en The Purge.
Daarnaast speelde ze ook rollen in het zeventiende seizoen van Power Rangers, Power Rangers: RPM, als Tenaya 7/15 en vertolkte ze een hoofdrol als het personage Zoey Sandin in The Purge, een Amerikaanse thriller-horrorfilm uit 2013 van James DeMonaco.
- Bibliothèque nationale de France: cb167467530 (data)
- Gemeinsame Normdatei: 117555720X
- International Standard Name Identifier: 0000 0004 2851 1283
- Library of Congress Control Number: no2014019204
- Nederlandse Thesaurus van Auteursnamen: 397603614
- Système universitaire de documentation: 235557803
- Virtual International Authority File: 307172888
- WorldCat: E39PBJyxpXJG4rrRqpCDDfr6rq